# Kirow (Schiff, 1980)
Die Kirow (nach 1990 Admiral Uschakow) ist ein Atomkreuzer der russischen Marine und das Typschiff des Projekts 1144 (Kirow-Klasse). Das Schiff wurde während des Kalten Krieges für die sowjetische Marine gebaut und 1980 in Dienst gestellt. Nach zehn Jahren Dienstzeit wurde es 1990 aufgrund eines Reaktorunfalls deaktiviert und in die Reserveflotte überführt. Nach mehreren, unverwirklichten Plänen zur Reaktivierung soll der bei Sewerodwinsk liegende Atomkreuzer voraussichtlich abgewrackt werden. Bei ihrer Indienststellung war die Kirow eines der größten Kriegsschiffe der Welt.

## Geschichte
Die Kirow wurde am 27. März 1974 in der Werft des Baltischen Werks in Leningrad auf Kiel gelegt und lief am 26. Dezember 1977 vom Stapel. Nach ihrer Indienststellung am 30. Dezember 1980 wurde sie Teil der Nordflotte. Die Kirow war das Typschiff des Projekts 1144 aus insgesamt vier Atomkreuzern, die von der NATO auch als Schlachtkreuzer klassifiziert werden. Namensgeber der Kirow war der 1934 ermordete Staats- und Parteifunktionär Sergei Mironowitsch Kirow sowie das erste Schiff dieses Namens. Die Indienststellung der Kirow war ein Hauptgrund für die Reaktivierung der US-amerikanischen Iowa-Klasse.
1981 wurde das Schiff erstmals von Beobachtern der NATO gesichtet und erhielt zunächst die Bezeichnung BALCOM I (Abkürzung für Baltic Combatant I; Baltischer Kämpfer). Der erste größere bekannte Einsatz der Kirow erfolgte 1984 bei einer Fahrt ins Mittelmeer. Hauptaufgabengebiet des Schiffes war die U-Jagd, später auch der Flottenschutz.

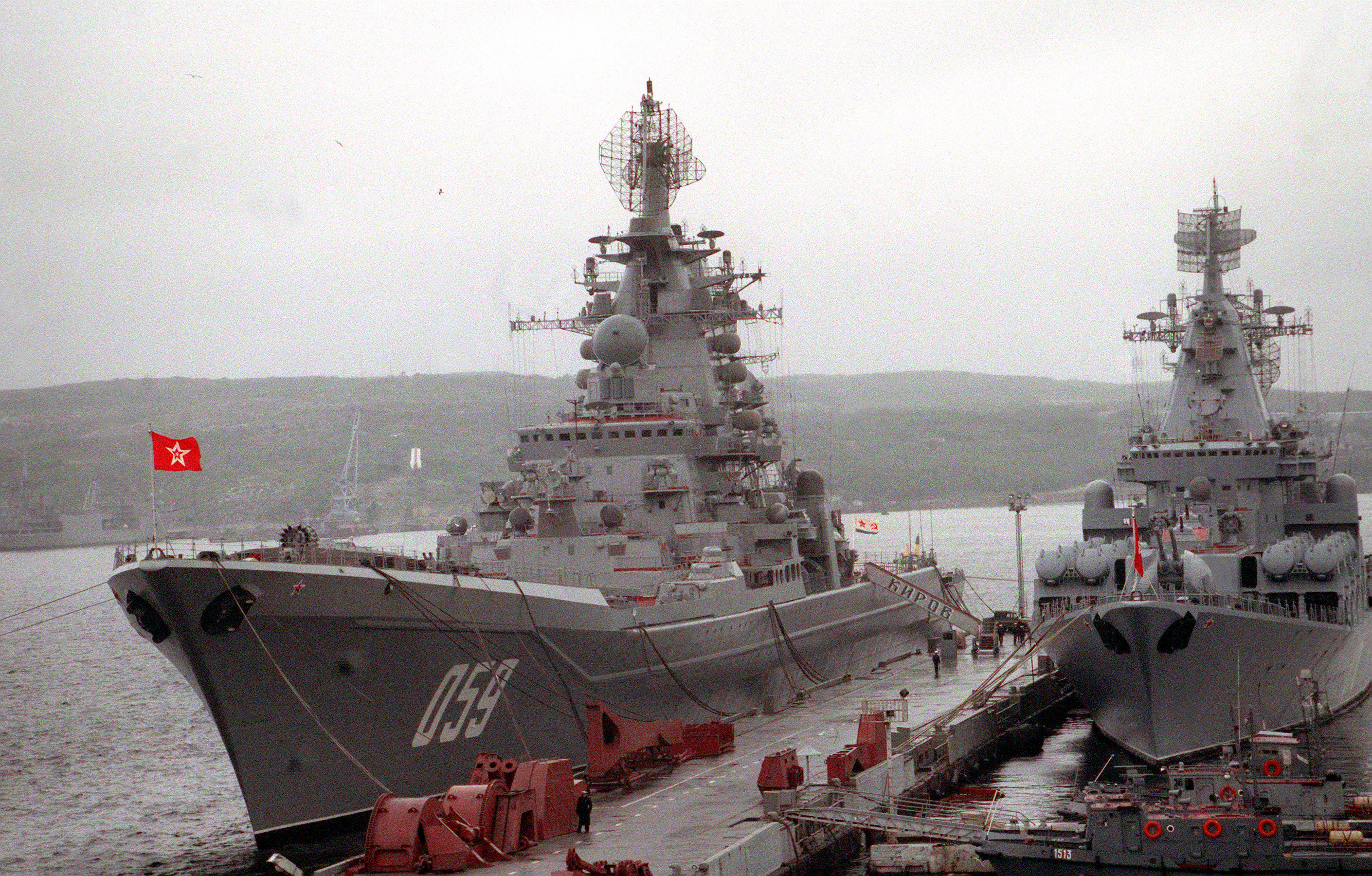
Die inaktive Admiral Uschakow, noch mit alten Namen auf der Gangway, neben der Marschall Ustinow im Juli 1992

Während ihres erst zweiten größeren Einsatzes, der vom 1. Dezember 1989 bis 17. Februar 1990 ebenfalls im Mittelmeer erfolgte, erlitt die Kirow Anfang 1990 einen Reaktorunfall. Das Schiff wurde zunächst in der Reserveflotte verlegt, dort aus Kostengründen aber nie repariert. Der Zerfall der Sowjetunion 1991 ließ Pläne zur Reaktivierung dauerhaft auf Eis legen. 1992 erhielt der aufgelegte Atomkreuzer den neuen Namen Admiral Uschakow. 2004 wurde dieser Name jedoch an ein aktives Schiff der Sowremenny-Klasse erneut vergeben, weshalb die ehemalige Kirow nach unterschiedlichen Meldungen entweder wieder ihren alten Namen zurückerhielt, oder schlicht mit ihrer Kennnummer bezeichnet wird. 1998 sollte die Admiral Uschakow aus dem Flottenregister gestrichen werden, um als Ersatzteilträger für die noch aktiven Einheiten ihrer Klasse zu fungieren. Dies blieb jedoch unrealisiert.
1999 aufkommende Pläne zur Reaktivierung des ehemaligen, in der Swjosdotschka-Werft in Sewerodwinsk liegenden Atomkreuzers wurden 2001 verworfen, ebenso wie ein geplanter Abbruch im Jahr 2003. 2011 war laut Berichten zwischenzeitlich sogar geplant, neben der ehemaligen Kirow auch alle ihre Schwesterschiffe bis 2020 wieder in Dienst zu stellen. 2012 zerschlugen sich diese Pläne jedoch, nachdem der Kreuzer aufgrund seines Zustands nach der langen Aufliegezeit als irreparabel angesehen wurde. Auch ein Abbruch des Schiffs verzögerte sich in den darauffolgenden Jahren aufgrund der enormen Kosten immer wieder. Im Januar 2014 berichtete der Leiter der Swjosdotschka-Werft von der möglichen Gefahr eines nuklearen Unfalls, die vom ausgemusterten Schiff ausgehe. Demnach befände sich an Bord des Atomkreuzers noch immer Kernbrennstoff, der seit 1990 nicht mehr erneuert wurde. Im April 2019 wurde erneut der geplante Abbruch des Schiffes bis 2021 bekannt gegeben, der jedoch ebenfalls nicht erfolgte.
Der weitere Verbleib der ehemaligen Kirow ist unklar, ein Abbruch des Atomkreuzers ist aufgrund seiner nunmehr über 30 Jahre andauernden Aufliegezeit und seines Zustands am wahrscheinlichsten.

## DieKirowin der Popkultur
Durch diverse Erwähnungen und „Auftritte“ in Romanen, Filmen und Fernsehserien erlangte die Kirow auch außerhalb der maritimen Welt Bekanntheit. So kollidiert sie im britischen Endzeit-Fernsehfilm Tag Null von 1984 bei einem Einsatz mit dem US-Zerstörer Callaghan und ist hierdurch einer der Auslöser für die Spannungen zwischen dem Westen und der Sowjetunion, die später zu einem Atomkrieg führen. In Tom Clancys Roman Jagd auf Roter Oktober gehört die Kirow zu den Schiffen, die das namensgebende, unter dem Kommando von Kapitän Marko Ramius stehende U-Boot vom Projekt 941 jagen und versenken sollen. Auch in der gleichnamigen Verfilmung von 1990 wird der Atomkreuzer namentlich erwähnt. Eine erneute Erwähnung findet die Kirow in Tom Clancys Roman Im Sturm, im Verlauf der Handlung wird sie vom norwegischen U-Boot Kobben versenkt.